# Federico Capece
Federico Martín Capece (Buenos Aires, 19 febbraio 1976) è un ex calciatore argentino, di ruolo centrocampista.

## Carriera
Inizia la carriera nelle giovanili del Boca Juniors, che nel 1994 lo cede in prestito con diritto di riscatto (poi esercitato) all'All Boys, formazione della seconda divisione argentina. Successivamente viene riacquistato dal Boca, che per la stagione 1997-1998 lo cede in prestito nuovamente in seconda divisione, questa volta all'Atlanta. Rientrato per fine prestito al Boca, viene ceduto a titolo definitivo senza nemmeno esordire in partite ufficiali (gioca solo un'amichevole, il 2 agosto 1999) all'Almirante Brown, con cui gioca un'ulteriore stagione in seconda divisione per poi trasferirsi per un periodo al Comunicaciones ed infine al Tigre, con cui gioca un'altra stagione (la 2000-2001) in seconda divisione argentina, campionato nel quale in carriera ha giocato in totale 89 partite e segnato una rete.
Nel 2001 va a giocare in Italia al Casarano, formazione di Serie D: nel suo primo campionato gioca 15 partite senza mai segnare, mentre l'anno successivo lascia la squadra a stagione in corso dopo aver giocato altre 6 partite e si trasferisce in Spagna al Peralta, formazione della terza divisione iberica, con cui gioca la seconda parte della stagione 2002-2003 collezionando 4 presenze. Nell'estate del 2003 torna in Italia, accasandosi ai pugliesi del Gallipoli: con i giallorossi nella stagione 2003-2004 vince il campionato pugliese di Eccellenza, nel quale mette a segno 2 reti in 32 presenze. Nella stagione 2004-2005, giocata nel campionato di Serie D e conclusa ancora una volta con la vittoria del campionato, gioca invece 24 partite e segna un gol. Rimane con i giallorossi anche nella stagione 2005-2006, nella quale gioca 23 partite di campionato e, oltre a vincere la Coppa Italia Serie C, vince il campionato (il terzo consecutivo) conquistando la promozione in Serie C1. Nell'estate del 2006 dopo tre anni lascia Gallipoli e si trasferisce agli abruzzesi del Val di Sangro, con i quali nel corso della stagione 2006-2007 gioca 31 partite nel campionato di Serie C2. Dopo un solo anno cambia nuovamente maglia, andando a giocare nel San Marino: con i biancazzurri nella stagione 2007-2008 gioca 31 partite in Serie C2. Viene riconfermato in squadra anche per la stagione 2008-2009, nella quale realizza 2 reti in 31 presenze nel campionato di Lega Pro Seconda Divisione.

## Palmarès

### Club

#### Competizioni nazionali
- Serie D: 1

Gallipoli: 2004-2005
- Serie C2: 1

Gallipoli: 2005-2006
- Coppa Italia Serie C: 1

Gallipoli: 2005-2006

#### Competizioni egionali
- Eccellenza: 1

Gallipoli: 2003-2004